# Bægeret
Bægeret (Crater) er et stjernebillede.